# Ljubow Michailowna Wolossowa

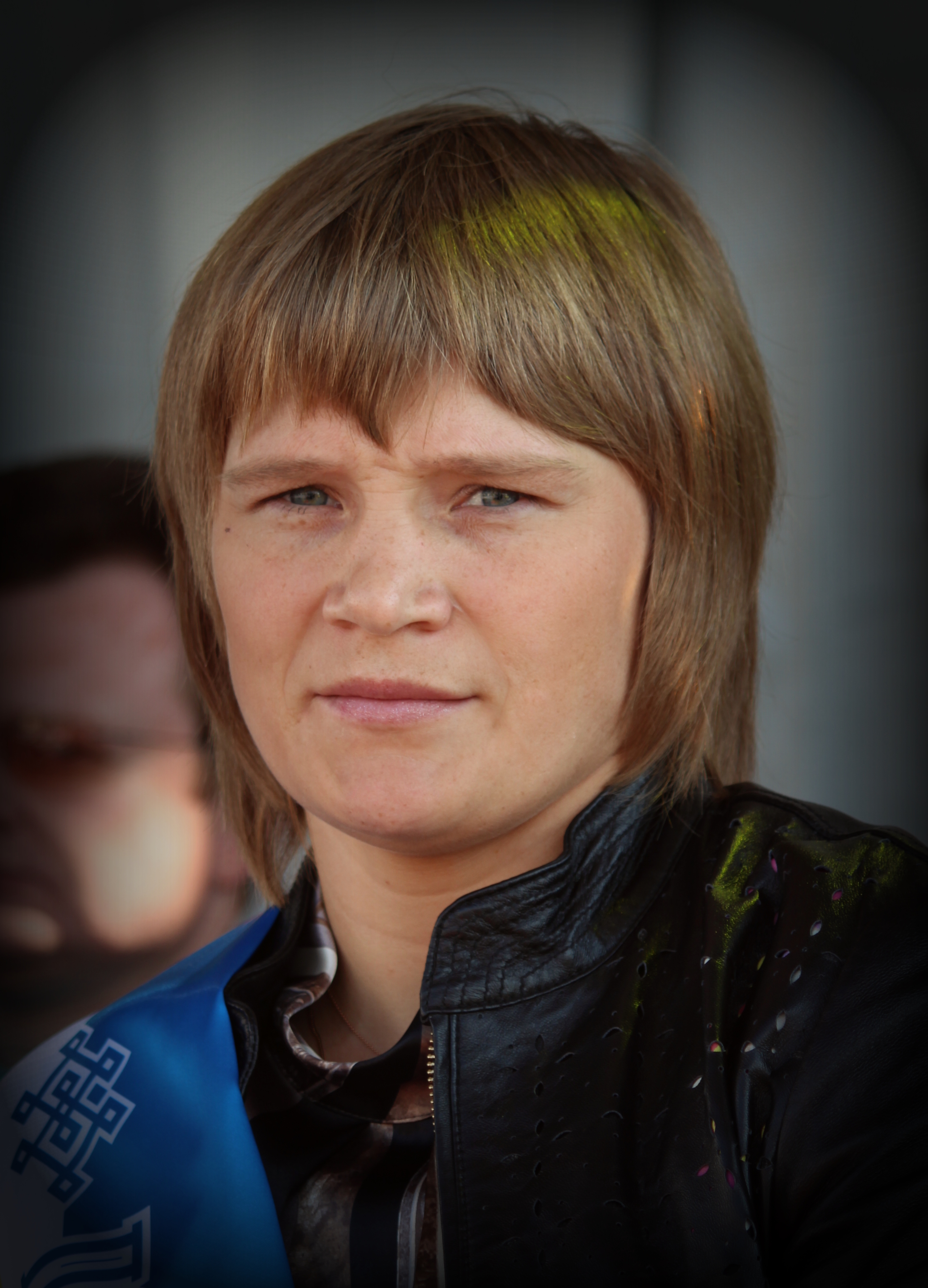
Ljubow Michailowna Wolossowa 2012

Ljubow Michailowna Wolossowa (russisch Любовь Михайловна Волосова; * 16. August 1982 in Ulan-Ude, Burjatische ASSR) ist eine russische Ringerin burjatischer Herkunft. Sie wurde 2006 und 2010 Europameisterin in der Gewichtsklasse bis 59 bzw. 63 kg Körpergewicht und gewann bei weiteren Welt- und Europameisterschaften noch fünf Medaillen.

## Werdegang
Ljubow Wolossowa begann als Dreizehnjährige im Jahre 1995 mit dem Ringen. Sie ist Burjatin und startet für SDjuSdOR Ulan-Ude. Ihr persönlicher Trainer ist seit 2004 Andrej Wladimirowitsch Busin. Die 1,60 Meter große Athletin startete zunächst in der Gewichtsklasse bis 59 kg und seit geraumer Zeit in der Gewichtsklasse bis 63 kg Körpergewicht.
Sie war bereits als Junioren-Ringerin sehr erfolgreich und gewann gleich bei ihrer ersten Teilnahme an einer internationalen Meisterschaft, der Junioren-Weltmeisterschaft (Cadets) 1998 in Manchester in der Gewichtsklasse bis 56 kg den Titel vor Stefanie Stüber aus Deutschland und Marcie van Dusen aus den Vereinigten Staaten. Im Juniorenbereich gewann sie dann 2002 in Tirana noch den Europameistertitel in der Gewichtsklasse bis 63 kg vor Oxana Schalikowa aus der Ukraine, wurde 2000 hinter Lotta Andersson aus Schweden und 2001 hinter Saori Yoshida aus Japan jeweils Junioren-Vize-Weltmeisterin und 1999 Vize-Europameisterin hinter Tetjana Lasarewa aus der Ukraine.
Auch der Einstand bei den Damen verlief für Ljubow Wolossowa durchaus erfolgreich, denn sie belegte im Jahre 2001 bei der Weltmeisterschaft in Sofia in der Gewichtsklasse bis 56 kg den 2. Platz. Dabei besiegte sie so hervorragende Ringerinnen wie Anna Gomis aus Frankreich, Yvonne Englich-Hees aus Deutschland, Sara Eriksson aus Schweden und Tatjana Lasarewa. Erst im Finale wurde sie von Seiko Yamamoto aus Japan geschlagen.
2004 gewann sie bei der Europameisterschaft in Haparanda in der Gewichtsklasse bis 59 kg eine Bronzemedaille. Dort siegte sie u. a. über Julia Ratkewitsch aus Belarus, verlor aber etwas überraschend im Halbfinale gegen Sabrina Esposito aus Italien. Die Bronzemedaille erkämpfte sie sich schließlich mit einem Sieg über Stefanie Stüber. Für die Olympischen Spiele 2004 in Athen konnte sie sich nicht qualifizieren. Da die Gewichtsklasse bis 59 kg nicht olympisch ist, versuchte sie sich in Russland in der olympischen Gewichtsklasse bis 63 kg zu qualifizieren, unterlag aber gegen Aljona Kartaschowa.
Im Jahre 2005 war sie bei keinen internationalen Meisterschaften am Start. 2006 wurde Ljubow Wolossowa in Moskau dann erstmals Europameisterin in der Gewichtsklasse bis 59 kg. Sie besiegte dabei im Endkampf ihre alte Rivalin Stefanie Stüber. Bei der Weltmeisterschaft dieses Jahres in Guangzhou startete sie in der Gewichtsklasse bis 63 kg und besiegte dort u. a. Stéphanie Groß aus Deutschland und Agoro Papavasiliou aus Griechenland. Sie verlor aber gegen Xu Haiyan aus China und im Kampf um die Bronzemedaille gegen Helena Allandi aus Schweden.
2007 war sie nur bei der Weltmeisterschaft in Baku am Start. Sie verlor dort in ihrem zweiten Kampf gegen Lise Legrand aus Frankreich und schied damit aus, weil diese nicht den Endkampf erreichte. Sie landete damit abgeschlagen auf dem 15. Platz. Im Jahre 2008 wurde Ljubow Wolossowa bei der russischen Meisterschaft von Aljona Kartaschowa geschlagen und bekam danach keine Chance mehr, sich für die Olympischen Spiele dieses Jahres in Peking zu qualifizieren. Im Jahre 2008 fanden neben den Olympischen Spielen aber auch noch Weltmeisterschaften in Tokio statt, bei denen sie in der Gewichtsklasse bis 63 kg eingesetzt wurde. Sie siegte dort über Hanna Beljajewa aus Belarus, Alaina Berube, USA, und Audrey Prieto aus Frankreich. Im Finale verlor sie aber gegen Mio Nishimaki aus Japan und wurde damit Vize-Weltmeisterin.
Vize-Weltmeisterin wurde sie dann auch im Jahre 2009 bei der Weltmeisterschaft in Herning/Dänemark. Sie siegte dort in der Gewichtsklasse bis 63 kg u. a. über Elena Piroschkowa aus den Vereinigten Staaten und Monika Ewa Michalik aus Polen, verlor aber im Finale wieder gegen Mio Nishimaki. 2010 gewann Ljubow Wolossowa in Baku ihren zweiten Europameistertitel. Im Endkampf war sie dabei gegen Audrey Prieto erfolgreich. Ihre letzte Medaille bei einer internationalen Meisterschaft holte sie sich schließlich bei der Weltmeisterschaft 2010 in Moskau. Sie verlor dort im Halbfinale gegen Elena Piroschkowa und besiegte im Kampf um die Bronzemedaille Katherina Vidiaux Lopez aus Kuba.
Bei der Weltmeisterschaft 2011 in Istanbul verlor sie in ihrem zweiten Kampf gegen Otschirbatyn Nasanburmaa aus der Mongolei und erreichte nur den 17. Platz. Da sie damit nicht für die Olympischen Spiele 2012 in London qualifiziert war, musste sie in die Qualifikationsturniere der FILA. Dort gelang es ihr aber, sich schon im ersten dieser Turniere in Sofia in der Gewichtsklasse bis 63 kg durch einen Sieg vor Julija Ostaptschuk aus der Ukraine, Olesja Samula aus Aserbaidschan und Sorondsonboldyn Battsetseg aus der Mongolei für diese Spiele zu qualifizieren.

## Internationale Erfolge
| Jahr | Platz | Wettbewerb                               | Gewichtsklasse | Ergebnisse |
| 1998 | 1.    | Junioren-WM (Cadets) in Manchester       | bis 56 kg      | vor Stefanie Stüber, Deutschland, Marcie van Dusen, USA und Eriko Yokohama, Japan |
| 1999 | 2.    | Junioren-EM in Budapest                  | bis 58 kg      | hinter Tetjana Lasarewa, Ukraine, vor Ewa Iwanska, Polen und Miracle Burnichi, Rumänien |
| 1999 | 5.    | Junioren-EM (Cadets) in Lodz             | bis 56 kg      | hinter Saori Yoshida, Japan, Zsuszanna Bejczi, Ungarn, Marcie van Dusen und Anna Holk, Schweden |
| 1999 | 3.    | Junioren-EM in Bukarest                  | bis 58 kg      | hinter Rena Iwama, Japan und Tatjana Lasarewa, vor Sabrina Helbing, Deutschland |
| 2000 | 3.    | Junioren-EM in Sofia                     | bis 63 kg      | hinter Lotta Andersson, Schweden und Monika Ewa Michalik, Polen |
| 2000 | 2.    | Junioren-WM in Nantes                    | bis 58 kg      | hinter Saori Yoshida, Japan, vor Anna Holk und Sabrina Helbing |
| 2001 | 2.    | Junioren-WM in Martigny/Schweiz          | bis 58 kg      | hinter Saori Yoshida, vor Breanne Leigh Graham, Kanada und Ida-Theres Nerell (damals noch Karlsson), Schweden                                                                                             |
| 2001 | 7.    | Welt-Cup in Levallois                    | bis 56 kg      | Siegerin: Seiko Yamamoto, Japan vor Sun Dongmei, China |
| 2001 | 2.    | WM in Sofia                              | bis 56 kg      | nach Siegen über Anna Gomis, Frankreich, Yvonne Englich-Hees, Deutschland, Sara Eriksson, Schweden und Tatjana Lasarewa und einer Niederlage gegen Seiko Yamamoto                                         |
| 2002 | 1.    | Junioren-EM in Tirana                    | bis 63 kg      | vor Oxana Schalikowa, Ukraine und Emilia Drzewinska, Polen |
| 2002 | 4.    | Welt-Cup in Kairo                        | bis 63 kg      | hinter Kaori Icho, Japan, Meng Lili, China und Viola Yanik, Kanada |
| 2003 | 9.    | Welt-Cup in Tokio                        | bis 63 kg      | Siegerin: Kaori Icho vor Sara McMann, USA |
| 2004 | 3.    | EM in Haparanda                          | bis 59 kg      | nach Sieg über Elena Komarowa, Ukraine, Niederlage gegen Helena Allandi, Schweden, Sieg über Julia Ratkewitsch, Belarus, Niederlage gegen Sabrina Esposito, Italien und Sieg über Stefanie Stüber         |
| 2004 | 1.    | Klippan-Lady-Open                        | bis 59 kg      | vor Stefanie Stüber und Anne Christensen, Dänemark |
| 2006 | 1.    | EM in Moskau                             | bis 59 kg      | nach Siegen über Georgiana Narcisa Paic, Rumänien, Audrey Prieto, Frankreich, Cecilia Skoglund, Schweden und Stefanie Stüber                                                                              |
| 2006 | 5.    | WM in Guangzhou                          | bis 63 kg      | nach Siegen über Stéphanie Groß, Deutschland und Maite Piva, Italien, einer Niederlage gegen Xu Haiyan, China, einem Sieg über Agoro Papavasiliou, Griechenland und einer Niederlage gegen Helana Allandi |
| 2007 | 5.    | Großer Preis von Deutschland in Dormagen | bis 63 kg      | hinter Jing Ruixue, China, Nikola Hartmann-Dünser, Österreich, Olga Butkewitsch, Großbritannien und Elena Kulikowa, Russland                                                                              |
| 2007 | 15.   | WM in Baku                               | bis 63 kg      | nach einem Sieg über Agoro Papavasiliou und einer Niederlage gegen Lise Legrand, Frankreich |
| 2008 | 3.    | Klippan-Lady-Open                        | bis 63 kg      | hinter Monika Ewa Michalik und Elena Piroschkowa, USA |
| 2008 | 1.    | Golden-Grand-Prix in Baku                | bis 63 kg      | vor Badrachyn Odontschimeg, Mongolei, Olga Butkewitsch und Anna Wasilenko, Ukraine |
| 2008 | 2.    | WM in Tokio                              | bis 63 kg      | nach Siegen über Hanna Beljajewa, Belarus, Alaina Berube, USA und Audrey Prieto, Frankreich und einer Niederlage gegen Mio Nishimaki, Japan                                                               |
| 2008 | 1.    | Pokalturnier in Tschechow                | bis 63 kg      | vor Jekaterina Melnikowa und Inna Truschenkowa, beide Russland |
| 2009 | 2.    | Golden-Grand-Prix in Baku                | bis 63 kg      | hinter Mio Nishimaki, vor Justine Bouchard, Kanada und Monika Ewa Michalik |
| 2009 | 2.    | WM in Herning/Dänemark                   | bis 63 kg      | nach Siegen über Aiyimgul Allamuradowa, Usbekistan, Justine Bouchard, Elena Piroschkowa und Monika Ewa Michalik und einer Niederlage gegen Mio Nishimaki                                                  |
| 2010 | 3.    | Golden-Grand-Prix in Krasnojarsk         | bis 63 kg      | hinter Seiko Yamamoto und Julija Ostaptschuk, Ukraine |
| 2010 | 1.    | EM in Baku                               | bis 63 kg      | nach Siegen über Martina Zyklova, Tschechien, Julija Ostaptschuk, Olesja Samula, Aserbaidschan und Audrey Prieto                                                                                          |
| 2010 | 3.    | WM in Moskau                             | bis 63 kg      | nach Siegen über Elina Wasewa, Bulgarien, Park Sang-eun, Südkorea und Sandra Roa Velandi, Kolumbien, einer Niederlage gegen Elena Piroschkowa und einem Sieg über Katherina Vidiaux Lopez, Kuba           |
| 2011 | 3.    | Golden-Grand-Prix in Krasnojarsk         | bis 63 kg      | hinter Kaori Icho, Japan und Inna Truschenkowa |
| 2011 | 1.    | Alexander-Medwed-Turnier in Kiew         | bis 63 kg      | vor Laura Skujina, Lettland, Anna Tswetkitsch und Anastassija Brattschikowa, beide Russland |
| 2011 | 5.    | Poland-Open in Tarnowo Podgorne          | bis 63 kg      | hinter Anastassija Brattschikowa, Audrey Prieto, Danielle Lappage, Kanada und Natalja Smirnowa |
| 2011 | 17.   | WM in Istanbul                           | bis 63 kg      | nach einem Sieg über Dailane gomes dos Reis, Brasilien und einer Niederlaga gegen Otschirbatyn Nasanburmaa, Mongolei                                                                                      |
| 2012 | 3.    | Golden-Grand-Prix in Krasnojarsk         | bis 63 kg      | hinter Kaori Icho und Natalja Smirnowa |
| 2012 | 1.    | Intern. Ukrainian Tournament in Kiew     | bis 63 kg      | vor Julija Ostaptschuk, Olesja Samula und Sorondsonboldyn Battsetseg, Mongolei |
| 2012 | 2.    | Olympia-Qualifikations-Turnier in Sofia  | bis 63 kg      | hinter Julija Ostaptschuk, vor Henna Johansson, Schweden und Monika Ewa Michalik |
| 2012 | 3.    | Welt-Cup in Tokio                        | bis 63 kg      | hinter Kaori Icho und Jing Ruixue, China |

## Russische Meisterschaften
(soweit bekannt)
| Jahr | Platz | Gewichtsklasse | Ergebnisse                                                                  |
| 2007 | 3.    | bis 63 kg      |                                                                             |
| 2008 | 2.    | bis 63 kg      | hinter Aljona Kartaschowa, vor Anna Polownewa und Larissa Kanajewa          |
| 2009 | 1.    | bis 63 kg      | vor Irina Poljanska, Jekaterina Melnikowa und Irina Suschko                 |
| 2010 | 2.    | bis 63 kg      | hinter Anastassija Brattschikowa, vor Ksenija Barakowa und Irina Suschko    |
| 2011 | 1.    | bis 63 kg      | vor Anastassija Brattschikowa, Natalja Smirnowa und Inna Truschenkowa       |
| 2012 | 3.    | bis 63 kg      | hinter Anastassija Brattschikowa und Anschela Fomenko, vor Natalja Smirnowa |

## Erläuterungen
- alle Wettkämpfe im freien Stil
- WM = Weltmeisterschaft, EM = Europameisterschaft